# عسل‌خوار پولک‌دار
عسل‌خوار پولک‌دار (نام علمی: Melipotes ater) یک گونه از پرندگان خانواده عسل‌خواران و بومی پاپوآ گینه نو است.
زیستگاه طبیعی آن جنگل‌های کوهستانی نمناک نیمه‌گرمسیری یا گرمسیری است.